# Quadrella alaineana
Quadrella alaineana är en kaprisväxtart som beskrevs av Cornejo och Iltis. Quadrella alaineana ingår i släktet Quadrella och familjen kaprisväxter. Inga underarter finns listade i Catalogue of Life.